# Dominic Holland
 (mai 2019).
Le contenu est difficilement compréhensible vu les erreurs de traduction, qui sont peut-être dues à l'utilisation d'un logiciel de traduction automatique.
Pour les articles homonymes, voir Holland.
Dominic Holland né le 6 mai 1967 à Londres en Angleterre est un comédien, auteur, acteur et diffuseur. Il a remporté le prix Perrier du meilleur nouveau venu en 1993 à Édimbourg. Sa série sur BBC Radio 4, The Small World of Dominic Holland (trad. litt. : Le Petit monde de Dominic Holland, une référence à sa taille de 1,70 m), a remporté un Prix du patrimoine comique. Holland a également publié trois romans.

## Biographie
Dominic Holland est né à Londres, en Angleterre, fils de Teresa née Quigley, infirmière à Tipperary, en Irlande, et de John Charles Anthony Holland, enseignant à l'île de Man,,. Élevé catholique, il a fréquenté la Cardinal Vaughan Memorial School. Il a ensuite étudié la gestion des textiles à l'Université de Leeds où il a rencontré sa future épouse, la photographe Nicola Frost.

### Carrière

#### Comédie
Holland a commencé à jouer du théâtre comique en 1991 et a fait ses débuts au Comedy Café, à Rivington Street, à Londres. En 1993, il a été brièvement dirigé par Eddie Izzard. Lors de la première année en Hollande à Edinburgh Fringe, son one-man show a remporté le prix Perrier du meilleur nouveau venu et de bonnes critiques. Plus tard, à l'automne 1993, Holland a soutenu Eddie Izzard lors de sa tournée nationale. En 1994, il revient à Édimbourg. En 1996, son spectacle au festival d'Edimbourg a été nommé pour le prix Perrier. Holland retourne au festival d’Édimbourg en 2006. En octobre 2012, il a enregistré son premier DVD de montage au Court Theatre à Tring.
The Sunday Times a décrit Holland comme « le maître de la comédie d'observation au Royaume-Uni » et The Daily Telegraph a déclaré qu'il « était un défenseur de premier plan que tout le monde devrait voir ». Bob Monkhouse l'a appelé « le comédien britannique le plus drôle qui n'ait pas encore été connu ».

#### Télévision
Holland fait sa première apparition à la télévision en 1993 avec Harry Hill, dans Lafter Hours de Central Television. Il a été capitaine d’équipe pour deux séries de Bring Me the Head de Light Entertainment pour Channel Five, animées par Graham Norton en 1998. En 1999 et 2000, Holland est apparu à deux reprises en tant qu'invité dans Have I Got News for You, They Think It's All Over, et en 2000, The Royal Variety Performance. Il est apparu dans Rob Brydon's Annually Retentive. Il a régulièrement participé à l'émission de débat de jour The Wright Stuff.
Holland a fait de nombreuses apparitions dans de nombreuses émissions de télévision, notamment The Clive James Show, The Brian Conley Show, The Des O'Connor Show et Never Mind the Buzzcocks. Il a participé au Richard and Judy Show, au Boom Bang-a-Bang et National Lottery Draw Show. Il a écrit pour la première sitcom britannique animée, Warren United, initialement intitulé The Wild World of Warren, produit pour ITV par Baby Cow Productions. Six épisodes ont été réalisés, dont deux co-écrits par Holland.

#### Radio
The Small World of Dominic Holland était un programme radiophonique écrit et présenté par Holland, mettant en vedette son travail de stand-up mais comprenant des croquis. Une série du spectacle a été commandée en 2000. Ce film a été diffusé pour la première fois sur BBC Radio 4 et a remporté un Comic Heritage Award. Cela a été répété sur BBC 7,.
Sa deuxième série radiophonique sur Radio 4, Holland's Shorts était une série de monologues comiques écrits et interprétés par Holland. En 2011, il est apparu sur The News Quiz de Radio 4, animé par Sandi Toksvig. Holland était le co-auteur de Hal, une sitcom de 2017 commandée par BBC Radio 4 et mettant en vedette Hal Cruttenden, dans laquelle Holland apparaît également. Il a également fait des apparitions régulières dans les premières saisons de l'émission télévisée de comédie sportive de BBC Radio 5 Live, Fighting Talk.

#### Film
Holland a fait ses débuts en 1982 dans un petit rôle d'écolier dans le film de Channel 4 P'tang, Yang, Kipperbang. En 1998, il a joué Bob dans The Young Person's Guide to Becoming a Rock Star. En 1999, il est apparu comme joueur de violoncelle dans Tube Tales. Holland a écrit quatre scénarios, dont trois ont été vendus à des producteurs, mais n’ont pas encore été transformés en films.[réf. nécessaire]

## Vie privée

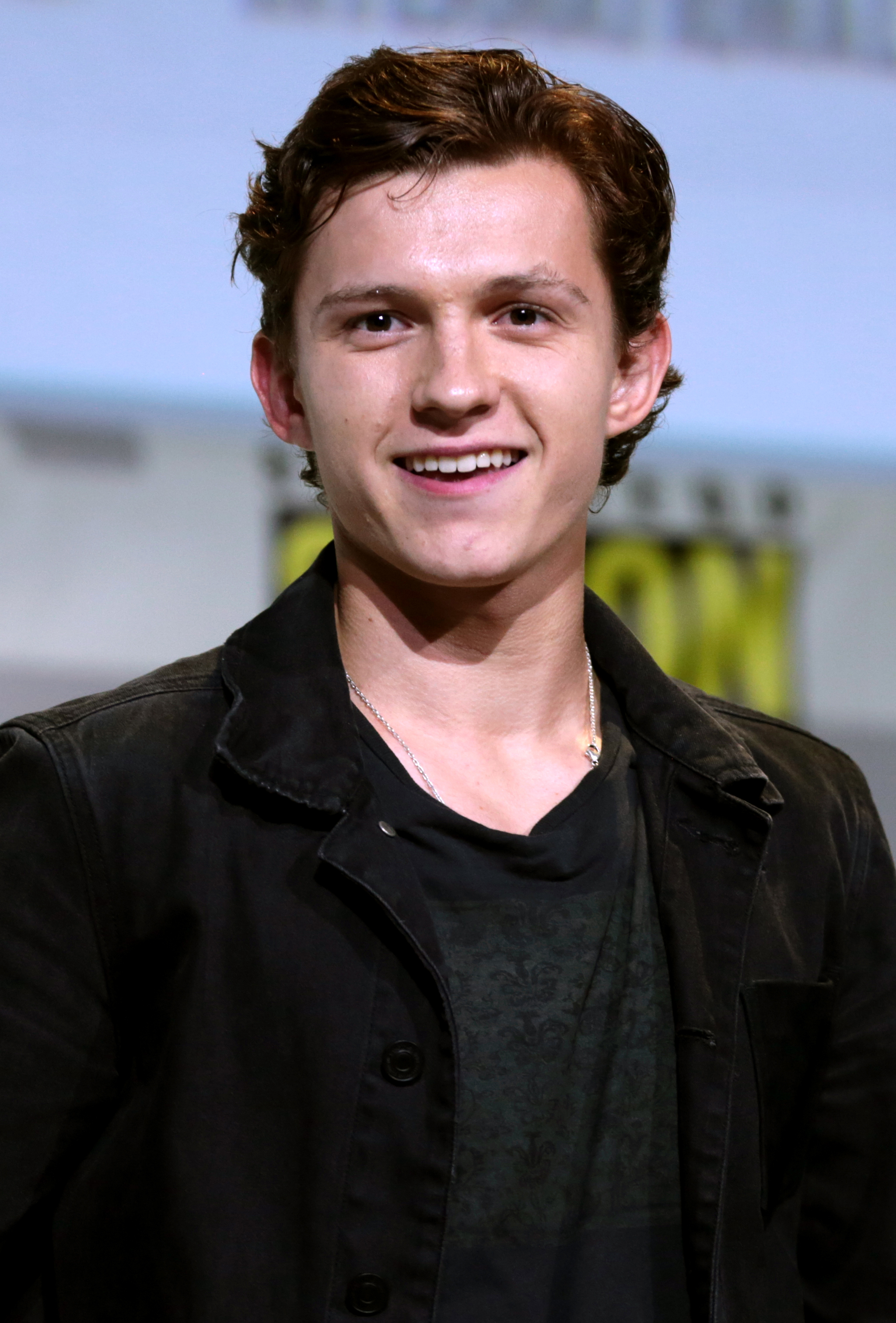
Tom Holland, le fils de Dominic Holland

Dominic Holland et son épouse, la photographe Nicola Elizabeth Frost, ont quatre fils ensemble : l'acteur Tom Holland,,, les jumeaux Sam Holland et Harry Holland nés en 1999, et Patrick 'Paddy', né en 2004.